# امپراطوری زمین ۳
«امپراطوری زمین ۳» (انگلیسی: Empire Earth III) یک بازی ویدئویی در سبک راهبرد بی‌درنگ است که توسط سییرا اینترتینمنت و در سال ۲۰۰۷ منتشر شد. «امپراطوری زمین ۳» در پلت‌فرم مایکروسافت ویندوز منتشر شده‌است.